# Giuseppe Casaregi
Giuseppe Lorenzo Maria Casaregis o Casaregi (Genova, 9 agosto 1670 – Firenze, 10 luglio 1737) è stato un giurista e magistrato italiano.
Vissuto tra Sei e Settecento, è conosciuto per essere stato un famoso giureconsulto del mare.

Consolato del mare, 1720
(Fondazione Mansutti, Milano).

Lo storico Federico Donaver ha scritto di lui ne Le Vie di Genova – Notizie storiche e curiose ad uso del popolo e delle scuole, almanacco pubblicato nel 1912 per la Libreria Editrice Moderna di Genova.
La città di Genova gli ha dedicato una strada nel quartiere della Foce.

## Biografia
Anche il padre di Casaregis era uno stimato giurisperito e Giuseppe ne seguì le orme. Laureatosi quando non aveva ancora compiuto il ventunesimo anno di età, ben presto insegnò diritto civile all'Università con plauso di tutti. Appena ventenne pubblicò un libro di commenti alle disposizioni legislative sulle successioni. Da Cosimo III, granduca di Toscana, fu chiamato - si apprende dalle note biografiche di Donaver - prima uditore nella Rota Senese, poi, nel 1717, in quella Fiorentina. Qui si distinse come legale, come curatore e come giudice.
E a Firenze il giurisperito morì. Fu sepolto nella chiesa degli Agostiniani dove una lapide ne ricorda la figura assieme a quella del fratello Giovanni Bartolomeo, letterato di buona fama che come lui visse e morì a Firenze.
Nelle parole di Donaver, "Casaregis fu singolarmente valente nella giurisprudenza commerciale, scrisse un trattato sul Cambio, commentò le leggi contenute nel Consolato del mare, e lasciò una quantità rilevante di studi, conclusioni e dissertazioni, le quali vennero pubblicate dal Municipio di Genova nel 1892", in occasione del quattrocentesimo anniversario della scoperta dell'America.

## Opere
A rendere celebre Casaregi furono i suoi Discursus legales de commercio, pubblicati per la prima volta a Genova nel 1707, che ancora oggi rappresentano una fonte imprescindibile per studiosi ed esperti della materia. In questo trattato egli dà prova di una attenta conoscenza del diritto e della giurisprudenza commerciale marittima. Ai primi 50 discursus Casaregi ne aggiunse 136 nell'edizione fiorentina del 1719-1729 e altri 40 in quella veneziana del 1740. A partire dal 1719 il Consolato del mare è stato incluso nei Discursus legales.
Tra le altre opere si segnalano:
- (LA) Elucubrationes ac resolutiones in aliquot et ad integra statuta de decretis ac de successionibus ab intestato Serenissimae Reipublicae Genuensis, Genova, Giovanni Battista Scionico, 1697.